# エリック・チェリ
エリック・チェリ (仏: Éric Chéli、1966年8月20日 - ) は、フランス・ディジョン出身の元レーシングドライバー。実業家。

## 経歴

### レーシングカート
父は自動車ディーラーをしており、チェリが13歳になったころからレーシングカート場に連れて行ってくれた。父からのコーチングとアドバイスは熱心で、父の運転するバンで一緒に世界カート選手権を転戦。1983年にジュニア選手権2位を獲得する。シングルシーターのレースデビューを目指し、1984年に四輪免許を取得する。

### ジュニアフォーミュラ
1985年から、フランス・フォーミュラ ・ルノーとフランス・フォーミュラ・フォード1600に参戦開始。1986年フォーミュラ・ルノーでランキング4位に入る。スペインで開催されたヨーロピアン・カップでエリック・コマス、ジャン＝マルク・グーノンを破り優勝する。

### フォーミュラ3
1987年からフランス・フォーミュラ3選手権にステップアップ。F3ではモナコグランプリ、フォーミュラ3・ユーロシリーズ、マカオグランプリに参戦。フランスF3では1988年にアヴィニョン出身で前年まで同選手権に参戦していたジャン・アレジの兄弟ホセ・アレジがチーム監督であるAlesi Junior Team（1987-1988に活動）の一員として参戦し、シーズン4回の優勝を挙げ、エリック・コマスに次ぐシリーズ2位を獲得。1988年のモナコF3では自身が「私のキャリアの中で頭のピンを外した唯一のレースだった。後のことを計算せずにこれほどリスクを冒したことはないくらい攻めた。」という果敢なレースでデイモン・ヒル、ハインツ・ハラルド・フレンツェン、コマスと争う。この走りに同年F1ラルースチームから体調不良となったヤニック・ダルマスの後任としてオファーがあったが、1700万ドル（約2億5000万円）のシート料金（スポンサー持参金）が要求され「乗りたかったけど、資金がない。断らざるを得なかった。」と引退後に述べている。

### フォーミュラ3000
1989年より、国際F3000選手権にステップアップ。新規参戦のCDMモータスポーツよりポール・ベルモンドのチームメイトとして1シーズンフル参戦、チーム体制が弱く最高成績は11位とポイント獲得は成らなかった。なお、ベルモンドもノーポイントでありチーム自体が苦戦だったため同年でチームは解散。翌年に向けて、ドニントンパークでエディ・ジョーダンレーシングのオーディションを兼ねたテスト走行があり、これにシェリはポール・トレーシー、エディ・アーバイン、ハインツ・ハラルド・フレンツェン、ジョニー・ハーバートと共に呼ばれ参加した。この時点でジョーダン・チームはジャン・アレジが国際F3000タイトルを獲得したチャンピオンチームであり、このシートを得るためには良いラップタイムだけでなく8万フラン（約1500万円）のシート代金が要求された。シェリはハーバートに次ぐ2番目のタイムを出したが、チームのタイトルスポンサーであるキャメル（R.J.レイノルズ・タバコ・カンパニー）がフレンツェン（ドイツ国籍）とエマニュエル・ナスペッティ（イタリア国籍）の起用を要望。これは前年にアレジ（フランス国籍）とマーティン・ドネリー（イギリス国籍）を起用したため、キャメルの広告戦略として翌年は違う国のドライバーを起用したいというR.J.レイノルズ社の意図だった。
シェリは1990年からプライベーターとしてフランスに戻った。1991年は個人資金でフランスF3に参戦し、第7戦で1勝を挙げる。ランキングではクリストフ・ブシュー、オリビエ・パニスに次ぐシリーズ3位を獲得。しかし同年終了後に参戦資金の限界となり、レース活動の危機となる。
フリーの立場となったころ、日本のブリヂストンからオファーがあり、タイヤ開発テストドライバーを務めた。1992年11月に富士スピードウェイで開催された第3回インターF3リーグにはチーム・ルマンからレイナード・923 / トヨタ・3S-Gで参戦。これが自身最後のフォーミュラ・レース参戦となった。シェリは「私にはレーサーの才能はあったと思うが、シングルシーターでプロのキャリアを追い求めるのに不可欠である経済的資源、大きなスポンサーがありませんでした。」と2017年の取材で自身のキャリアを回想している。

### 実業家
以後は父が創設したブルゴーニュのジュヴレ＝シャロンにある会社を引き継ぎ、当地では大手のトヨタ系自動車ディーラー会社を経営。事業成長のためスポーツカーの中古市場のさらなる開拓をしている。
家族は妻と娘、息子がおり、1993年に誕生した娘のカミーユ・チェリ（Camille Cheli）はプロテニス選手となり、2020年にツアーから引退した。フランスで上位40名に入る選手であった。2001年に生まれた息子のエティエンヌ・チェリ（Etienne Cheli）は、カートの地域選手権に参戦しレースデビュー。2023年FFSA GT4選手権では3勝、3PPを獲得するなどレースキャリアを積む。
チェリは2022年、30年ぶりに一時復帰し、息子のエティエンヌと同チームでGT4ヨーロピアンシリーズにトヨタ・スープラで参戦、FFSAフランスGT プロアマにも参戦した。

## レース戦歴

### フランス・フォーミュラ3選手権
| 年     | エントラント                         | シャーシ        | エンジン       | 1       | 2       | 3       | 4       | 5       | 6       | 7     | 8       | 9      | 10    | 11    | 12    | 13    | 順位 | ポイント |
| ------ | ------------------------------------ | --------------- | -------------- | ------- | ------- | ------- | ------- | ------- | ------- | ----- | ------- | ------ | ----- | ----- | ----- | ----- | ---- | -------- |
| 1987年 | Intersport Racing                    | ラルト・RT31    | トヨタ・3S-G   | ALB Ret | NOG 13  | MAG 2   | DIJ DNS | LEC 8   | PAU 13  | ROU 7 | LEC 8   | LAC 7  | NOG 9 | BUG 5 | LED 9 | CET 9 | 9位  | 38       |
| 1988年 | Alesi Junior Team                    | ダラーラ・F388  | アルファロメオ | NOG 3   | DLM 9   | PAU 1   | LAC 5   | ROU 1   | LEC 3   | ALB 1 | NOG Ret | BUG 18 | LED 5 | CET 7 | DIJ 2 |       | 2位  | 101      |
| 1990年 | エリック・チェリ                     | アルゴ・JM18    | トヨタ・3S-G   | LED Ret | NOG Ret | MAG Ret | PAU Ret | CHA Ret | ROU Ret |       |         |        |       |       |       |       | 10位 | 36       |
| 1990年 | エリック・チェリ                     | レイナード・903 | 無限・MF204    |         |         |         |         |         |         | LEC   | DIJ     | ALB 2  | MAG 6 | BUG 3 |       |       | 10位 | 36       |
| 1990年 | エリック・チェリ                     | ラルト・RT34    | 無限・MF204    |         |         |         |         |         |         |       |         |        |       |       | CET 4 |       | 10位 | 36       |
| 1991年 | フォーミュラ・プロジェクト・エキープ | レイナード・913 | アルファロメオ | NOG 4   | LED 2   | MAG 8   | PAU Ret | DIJ 5   | CHA 1   | ROU 3 | MAG 4   | ALB 2  | BUG 4 | CET 9 | ARN 5 |       | 3位  | 89       |

- 太字はポールポジション、斜字はファステストラップ。(key)

### 国際F3000選手権
| 年     | エントラント        | シーャシ       | エンジン       | タイヤ | 1       | 2      | 3       | 4       | 5       | 6       | 7       | 8       | 9      | 10      | 順位 | ポイント |
| ------ | ------------------- | -------------- | -------------- | ------ | ------- | ------ | ------- | ------- | ------- | ------- | ------- | ------- | ------ | ------- | ---- | -------- |
| 1989年 | CDMモータースポーツ | レイナード 89D | コスワース DFV | A      | SIL DNS | VLL 12 | PAU Ret | JER DNQ | PER Ret | BRH DNQ | BIR DNS | SPA Ret | BUG 11 | DIJ DNQ | NC   | 0        |

- 太字はポールポジション、斜字はファステストラップ。(key)

### マカオグランプリF3
| 年     | チーム               | シャーシー/エンジン              | 予選 | レース1 | レース2 | 総合順位 |
| ------ | -------------------- | -------------------------------- | ---- | ------- | ------- | -------- |
| 1991年 | ボウマン・レーシング | ボウマン・BC1 フォルクスワーゲン | 27位 | 18位    | 22位    | 20位     |